# Amerikaans korfbalteam
Het Amerikaanse korfbalteam is een team van korfballers dat de Verenigde Staten vertegenwoordigt in internationale wedstrijden. 
Het Amerikaanse team nam deel aan de eerste internationale toernooien van korfbal, zoals de wereldkampioenschappen en World Games in de periode 1978 t/m 1993. Hierna verdween het Amerikaanse team van het internationale toneel, om nog één keer internationaal deel te nemen aan het WK van 2007.

## Resultaten op de wereldkampioenschappen
| Wereldkampioenschap korfbal |               |             |               |
| Jaar                        | Kampioenschap | Gastheer    | Klassering    |
| 1978                        | 1e WK         | Amsterdam   | 5e            |
| 1984                        | 2e WK         | Antwerpen   | 6e            |
| 1987                        | 3e WK         | Makkum      | 7e            |
| 1991                        | 4e WK         | Antwerpen   | 7e            |
| 1995                        | 5e WK         | New Delhi   | Geen deelname |
| 1999                        | 6e WK         | Adelaide    | Geen deelname |
| 2003                        | 7e WK         | Rotterdam   | Geen deelname |
| 2007                        | 8e WK         | Brno        | 13e           |
| 2011                        | 9e WK         | Shaoxing    | Geen deelname |
| 2015                        | 10e WK        | België      | Geen deelname |
| 2019                        | 11e WK        | Zuid-Afrika | Geen deelname |
| 2023                        | 12e WK        | Taiwan      | Geen deelname |

## Resultaten op de Wereldspelen
| Wereldspelen |                  |                       |               |
| Jaar         | Kampioenschap    | Gastland              | Klassering    |
| 1985         | 2e Wereldspelen  | Londen (Engeland)     | 4e            |
| 1989         | 3e Wereldspelen  | Karlsruhe (Duitsland) | 6e            |
| 1993         | 4e Wereldspelen  | Den Haag (Nederland)  | 5e            |
| 1997         | 5e Wereldspelen  | Lahti (Finland)       | Geen deelname |
| 2001         | 6e Wereldspelen  | Akita (Japan)         | Geen deelname |
| 2005         | 7e Wereldspelen  | Duisburg (Duitsland)  | Geen deelname |
| 2009         | 8e Wereldspelen  | Kaohsiung (Taiwan)    | Geen deelname |
| 2013         | 9e Wereldspelen  | Cali (Colombia)       | Geen deelname |
| 2017         | 10e Wereldspelen | Wrocław (Polen)       | Geen deelname |
| 2022         | 11e Wereldspelen | Birmingham (Amerika)  | Geen deelname |
| 2025         | 12e Wereldspelen | Chengdu (China)       | Geen deelname |